# Dyskografia Mike’a Oldfielda

## Dyskografia podstawowa
- 1973: Tubular Bells
- 1974: Hergest Ridge
- 1975: The Orchestral Tubular Bells
- 1975: Ommadawn
- 1978: Incantations (album dwupłytowy, w wersji CD jeden dysk)
- 1979: Exposed (dwupłytowy album koncertowy)
- 1979: Platinum
- 1980: Airborn (amerykańskie i kanadyjskie wydanie Platinum, istnieją wersje jedno- i dwupłytowe)
- 1980: QE2
- 1981: The Consequences Of Indecisions (reedycja albumu Pekka Pohjola z 1977, sygnowana nazwiskiem Oldfielda)
- 1982: Five Miles Out
- 1983: Crises
- 1984: Discovery
- 1984: 1972-1984 (13 płytowy box kompilacyjny)
- 1984: The Killing Fields (ścieżka filmowa – Pola śmierci)
- 1987: Islands
- 1989: Earth Moving
- 1990: Amarok
- 1991: Heaven’s Open
- 1992: Tubular Bells II
- 1994: The Songs of Distant Earth
- 1996: Voyager – złota płyta w Polsce[1]
- 1998: Tubular Bells III
- 1999: Guitars
- 1999: The Millennium Bell
- 2002: Tres Lunas (dwupłytowy album, na drugim dysku demo gry. japońskie wydania na jednym CD, także z demo)
- 2003: Tubular Bells 2003 (ponowne nagranie albumu z 1973, istnieją wydania jedno- i dwupłytowe z DVD)
- 2005: Light and Shade
- 2008: Music of the Spheres (istnieją wydania jedno- i dwupłytowe) – złota płyta w Polsce[2]
- 2014: Man on the Rocks (istnieją wydania jedno-, dwu- i trzypłytowe)
- 2017: Return to Ommadawn (istnieją wydania jedno- i dwupłytowe)

## Kompilacje
- 1976: Collaborations (promocyjna kompilacja)
- 1976: Boxed (czteropłytowa kompilacja, w wersji CD trzy dyski)
- 1980: Impressions (dwupłytowa kompilacja, dostępna wtedy tylko na zamówienie)
- 1981: Music Wonderland (kompilacja)
- 1981: Mike Oldfield's Wonderland (holenderskie wydanie poprzedniej kompilacji)
- 1981: Episodes
- 1984: 1972-1984 (13 płytowy box kompilacyjny)
- 1985: The Complete (dwupłytowa kompilacja)
- 1987: A Virgin Compilation (promocyjna kompilacja wydana na rynek USA)
- 1993: Elements (kompilacja, istnieją wersje jedno- i czteropłytowe)
- 1997: XXV: The Essential – złota płyta w Polsce[3]
- 2001: The Best Of Tubular Bells
- 2002: Danish Collection (większość wydań jako Collection)
- 2003: Complete Tubular Bells
- 2006: The Platinum Collection (trzypłytowy box)
- 2009: The Collection (dwupłytowy)
- 2012: Icon
- 2012: Two Sides (dwupłytowy)
- 2013: Tubular Beats (album z remiksami plus jeden nowy utwór)

## Albumy wideo
- 1979: Exposed (promocyjnie na VT, oficjalnie ukazało się dopiero na 2DVD w 2005. Zapis koncertu z Londynu w 1979)
- 1984: Tubular Bells Live In Concert (zapis koncertu z 1981)
- 1984: The Essential (zapis koncertu z Knebworth w 1980, wznowione na DVD w 2011 roku)
- 1984: The Killing Fields (film, zawiera fragmenty kompozycji, które nie zostały wydane na płycie audio pod tym samym tytułem)
- 1988: The Wind Chimes (wideo wersja albumu Islands z kilkoma bonusami)
- 1992: Tubular Bells II The Performance Live At Edinburgh Castle (koncertowy)
- 1993: The Essential Mike Oldfield + The Wind Chimes (wznowienie na 2LD albumów z 1984 i 1988)
- 1993: Elements (znacznie poszerzone wydanie na DVD ukazało się w 2005)
- 1998: Tubular Bells III Premiere Performance Recorded Live At Horse Guards Parade London (koncertowy. na LD jako The World Premiere Of Tubular Bells III)
- 1999: Tubular Bells II & III (wznowienie na jednym DVD dwóch koncertów z 1992 i 1998)
- 2000: The Art In Heaven Concert – Live In Berlin (sylwestrowy koncert z 1999. niektóre wydania jako The Millennium Bell – Live In Berlin)
- 2004: DVD Collection (kompilacja zawierająca 3 dyski – Tubular Bells II & III, The Millennium Bell i DVD-Audio Tubular Bells 2003)
- 2006: Live At Montreux 1981

## Single (w zestawie tylko wydania brytyjskie)
- 1974: Mike Oldfield's Single
- 1974: Excerpt From Hergest Ridge (tylko promocyjny, jednostronny)
- 1975: Don Alfonso
- 1975: Extract From The Orchestral Tubular Bells (tylko promocyjny)
- 1975: In Dulci Jubilo
- 1976: Portsmouth
- 1976: The William Tell Overture
- 1977: Cuckoo Song
- 1978: Take Four
- 1978: Guilty
- 1979: Blue Peter
- 1979: Alright Now (tylko promocyjny, flexi)
- 1980: Arrival
- 1980: Sheba
- 1982: Five Miles Out
- 1982: Family Man
- 1982: Mistake
- 1983: Moonlight Shadow
- 1983: Shadow On The Wall
- 1984: Crime Of Passion (niemieckie wydanie z 1983 choć ukazało się zaledwie kilka dni wcześniej)
- 1984: To France
- 1984: Tricks Of The Light
- 1984: Etude
- 1985: The Complete (promocyjny)
- 1985: Pictures In The Dark
- 1985: Double-Pack (zawiera dwa single Pictures In The Dark i Moonlight Shadow)
- 1986: Shine
- 1987: In High Places
- 1987: Islands
- 1987: The Time Has Come
- 1988: Flying Start
- 1989: Earth Moving
- 1989: Innocent
- 1990: Amarok X-Trax (tylko promocyjny 3" CD singel)
- 1991: Heaven’s  Open
- 1992: Sentinel
- 1992: Tattoo
- 1993: The Bell
- 1993: Moonlight Shadow (wznowienie singla z 1983)
- 1993: In Dulci Jubilo – The Mike Oldfield Christmas EP
- 1994: Hibernaculum
- 1995: Let There Be Light
- 1997: Women Of Ireland
- 1998: Man In The Rain
- 1999: Far Above The Clouds
- 2002: To Be Free (w UK tylko acetat, oficjalnie ukazał się w Hiszpanii i Belgii)
- 2005: Surfing (tylko promocyjny)
- 2008: Spheres (tylko do ściągnięcia z sieci)
- 2014: Sailing

## Najważniejsze albumy powstałe we współpracy z innymi muzykami
Kevin Ayers (także jako Kevin Ayers and The Whole World)
- 1969: Joy Of The Toy (Mike Oldfield nie zagrał na tym albumie (!), ale niektóre wydania na CD zawierają bonusy z jego udziałem)
- 1970: Shooting At The Moon
- 1972: Whatevershebringswesing
- 1974: The Confessions Of Dr. Dream And Other Stories
- 1974: June 1st, 1974 (live, wydany rekordowo szybko po występie, już 28 czerwca)
- 1976: Odd Ditties (kompilacja, zawiera wcześniej niepublikowane nagrania)
- 1992: Still Life With Guitar
- 1992: BBC Radio One Live In Concert (koncert z 1972, można usłyszeć m.in. fragment wczesnych Dzwonów Rurowych)
- 1996: Singing The Bruise (sesje dla BBC)
- 1998: The Garden Of Love (zapis koncertu The Whole World z 1970)
- 2007: Hyde Park Free Concert 1970
- 2008: What More Can I Say...

David Bedford
- 1972: Nurses Song With Elephants
- 1974: Star’s End
- 1975: The Rime Of The Ancient Mariner
- 1976: The Odyssey
- 1977: Instructions For Angels
- 1983: Star Clusters, Nebulae & Places In Devon / The White Horse (jedyny album wydany przez Oldfield Records, także przez Oldfielda wyprodukowany)

Bram Tchaikovsky
- 1979: Strange Man, Changed Man

Edgar Broughton Band
- 1971: Edgar Broughton Band
- 1976: Bandages

Lol Coxhill
- 1971: Ear Of Beholder (2LP, później pojedynczy CD, zawiera nagrania koncertowe z czasów wspólnego grania w The Whole World)

Gong (właściwie te albumy sygnowane były jako Pierre Moerlen’s Gong)
- 1979: Downwind
- 1980: Live

Henry Cow
- 1973: Legend (Mike Oldfield jako inżynier dźwięku w jednym nagraniu)
- 1974: Unrest (jak wyżej)

Tom Newman
- 1974: Fine Old Tom
- 1975: Live At The Argonaut (w tym roku ukazało się tylko próbne tłoczenie, oficjalnie na rynku ukazał się dopiero w 1995)
- 1977: Faerie Symphony (reedycja z bonusami wydana jako Faerie Symphony And Other Stories)
- 1997: Snow Blind

Lea Nicholson
- 1980: The Concertina Record

Sally Oldfield
- 1990: Natasha

Terry Oldfield
- 2012: Journey Into Space

Pekka Pohjola
- 1977: Keesojen Lehto (to ten album wydany w 1981 pod nazwiskiem Oldfielda – The Consequences Of Indecisions, poza tym w różnych krajach wydawany był z jeszcze innymi tytułami i okładkami – w Szwecji – Skuggornas Tjuvstart, w UK – The Mathematician’s Air Display, w USA i Italii – Mike Oldfield, Sally Oldfield, Pekka Pohjola, w Niemczech i Holandii – Mike & Sally Oldfield – Pekka Pohjola oraz Sally & Mike Oldfield – Pekka Pohjola)

Michel Polnareff
- 1990: Kama-Sutra

Sallyangie
- 1968: Children Of The Sun (wznowienia także na 2CD z bonusami, nigdy wcześniej nie wydanymi)

Schiller
- 2005: Tag und Nacht

Skids
- 1981: Joy

Robert Wyatt
- 1974: Rock Bottom
- 2005: In Concert Theatre Royal Drury Lane (zapis koncertu z 1974)

York
- 2012: Islanders